# Hospital privado de Maputo
O Hospital privado de Maputo é um hospital privado na cidade de Maputo, capital do país africano de Moçambique. Teve um custo de 38 milhões de dólares e à inauguração assistiu o presidente Guebuza em 2012. O hospital conta com 105 camas. Os sócios do Hospital privado de Maputo (MPH) são a companhia sul-africana Lenmed Health (Saúde Lenmed), com um 60 por cento do capital, e o grupo moçambicano INVALCO, com um 40 por cento.
Um problema importante em Moçambique é a falta de instalações médicas de nível internacional. Durante muitos anos, a saúde, sobretudo as principais operações, eram impossíveis de realizar. Por tal motivo grandes somas de dinheiro saíam do país a cada ano para o cuidado da saúde que se procurava fora das fronteiras de Moçambique, principalmente na vizinha África do Sul. Os provedores de saúde importantes, com sede em África do Sul, tinham descuidado anteriormente a Moçambique com os pacientes que tinham que viajar para eles.
O hospital foi planeado desde 2003, mas só teve uma permissão do governo no ano 2009.